# Leonardo Escalante
Leonardo Escalante fue un político mexicano, dos veces gobernador del Estado de Occidente y dos veces gobernador del Estado de Sonora. Originario de Arizpe. Antes de la consumación de la independencia fue oficial de milicias y teniente de subdelegado real en el mineral de San Francisco. Diputado a la Legislatura Local fue designado vicegobernador constitucional del Estado de Occidente para el cuatrienio de 1830 a 1834 y se encargó del Poder Ejecutivo del 1 al 19 de abril de 1830 por ausencia del propietario. Pasó a la Prefectura Política del distrito de Álamos y el 27 de mayo siguiente volvió al ejercicio del gobierno. 
Durante su gestión se verificó la división del Estado de Occidente para formar los de Sonora y Sinaloa; convocó a elecciones en febrero de 1831 y una vez instaladas nombraron los respectivos gobernadores. La de Sonora lo designó con carácter de provisional, pero como a la vez se había quedado en Álamos enteendiendo de todo lo relativo a la separación de documentos, enseres, etc., a su vez nombró un gobernador suplente que despachara en Hermosillo los negocios del Poder Ejecutivo y no principió a ejercerlo hasta el 10 de mayo. 
Organizó la administración del Nuevo Estado, expidió las gestiones para la introducción de la imprenta; protestó contra el pronunciamiento del general López de Santa Anna en Veracruz y entregó el mando al primer gobernador constitucional el 1 de mayo de 1832.
Radicado en la ciudad de Hermosillo se enfrentó valientemente a la rebelión del capitán Tovar por orden del gobernador Ignacio Bustamante, asumió el mando de una sección de vecinos armados procedentes de diversos pueblos, derrotó al cacique yaqui Juan Ignacio Jusacamea en las cercanías de Soyopa y lo remitió a Arizpe en donde fue fusilado. A fines de 1837 secundó la rebelión federalista que encabezó el general José Urrea; fue elegido vicegobernador, se hizo cargo del Poder Ejecutivo y en mayo de 1838 tuvo que hacer frente a don Manuel María Gándara que se había desligado de la rebelión y reclamaba el gobierno. La guerra civil se extendió a todo el Estado hasta que se impuso la facción gandarista y tuvo que someterse.
Fue Diputado a la Junta Departamental, defendió al régimen del general José Urrea frente a la rebelión de los Gándaras de 1842 a 1844, obtuvo despacho de coronel de las fuerzas locales y el mando de una columna y luchó en contra de los rebeldes y de los yaquis. Murió en 1844 a manos de una partida de apaches, en compañía del padre Robles.